# 増田口駅
増田口駅（ましだぐちえき）は、愛知県西春日井郡清洲町廻間（現在の清須市）にあった、名古屋鉄道名古屋本線の駅。

## 概要
現在の新清洲駅 - 大里駅の間に存在した。駅名の増田とは、中島郡大里村増田（現・稲沢市増田）に由来するが、駅は隣接する西春日井郡清洲町廻間（現・清須市廻間）に設置されていた。廻間は元々大里村の一部であったが、1909年（明治42年）に分離し、清洲町に編入された地域である。

## 歴史
- 1928年（昭和3年）2月3日 - 西清洲駅（現在の新清洲駅） - 国府宮駅間開業に際し開設[1]。
- 1944年（昭和19年） - 休止。
- 1969年（昭和44年）4月5日 - 廃止。

## 隣の駅
所属路線、隣の駅は営業時代のもの。
名古屋鉄道
名岐線
特急・急行
通過
普通
西清洲駅 - 増田口駅 - 大里駅